# 越海丸
越海丸（えっかいまる）は、日本の貨客船。元はパナマ船モラサン（Morazan）。

## 船歴
元々はイギリス・グリーノックのScott Shipbuilding＆Engineering Co. Ltd.で建造されたイギリスのIquitos Steamship Co.とBooth Steamship Co.所有の貨客船マンコ（Manco）で、1907年11月27日に進水した。主機として三連成レシプロ機関1基を搭載した鋼鉄製の貨客船で、貨物と乗客の両方を輸送することが可能であった。バスルームとファンを備えた部屋があり、19の客室を持ち、最大64名の乗客を輸送する能力を持っていた。
1911年、Booth Steamship Co.の単独所有に変更。1914年12月10日、第一次世界大戦の勃発により徴用され、イギリス海軍補助艦隊の手により補給艦・哨戒艦艇の母艦として使用されたが、1915年に徴用解除となった。1921年、ホンジュラスのVaccaro Bros & Co.に売却され、ラ・セイバを母港とした。この際に船名をホンジュラス出身の中央アメリカの英雄であるフランシスコ・モラサン将軍に敬意を表してモラサンに変更。1924年、ホンジュラスのバナナ会社であるメキシカン・アメリカン・フルーツ・アンド・スチームシップ社に売却。船体を白に塗り直すなどの修正や改良工事を受けた。運航はスタンダード・フルーツ・スチームシップ社が担当し、バナナやランブータンなどの商品をプエルトコルテス、ラ・セイバ、テラなどの都市の港から主にアメリカなどの外国の都市に輸送するために活躍していた。
1927年、メキシカン・アメリカン・フルーツ・アンド・スチームシップ社はアメリカン・フルーツ・アンド・スチームシップ社に改名。運航もディジョルジョ・フルーツ社に変更となったが、1931年にはアメリカン・フルーツ・アンド・スチームシップ社自身の運航となった。1933年、Seaboard Steamship Corp.に売却されたが、運航はスタンダード・フルーツ・スチームシップ社が行った。1941年6月7日、パナマのMohamed Nemazeeに売却された。
同年12月8日の太平洋戦争開戦時は、第二次上海事変以降日本が占領していた中華民国の上海港に停泊中で、同地で日本海軍に拿捕された。拿捕後は越海丸と改名され、日本海汽船に運航が委託された。船舶運営会使用船として徴用された越海丸は民需船として活動し、1944年（昭和19年）8月11日からは軍の徴用を受けないまま軍事輸送に従事する陸軍臨時配当船（AC船）に指定された。指定後は軍需物資を搭載し、ミ15船団、タマ25船団でマニラに到着した。
同年9月21日、マニラはアメリカ軍の艦載機による空襲に見舞われた。この空襲で越海丸に被害はなかったが、駆逐艦皐月など多数の艦船が撃沈・もしくは損傷した。夕方頃には空襲は終わったが、翌日もマニラが空襲を受ける可能性が高かったため、日本軍は越海丸を含むマニラ所在の艦船で航行可能な十数隻で船団を編制した。船団はマニラを出港し、フィリピン西部のコロン湾へ向かった。船団は24日午前8時頃にコロン湾に到着したが、それからまもなく、コロン湾にアメリカ軍の艦載機が来襲し空襲を行った。この空襲で給糧艦伊良湖などの艦船が被弾し撃沈され、越海丸もまた撃沈された。船員44名、便乗者15名戦死。
現在、越海丸は水深25ｍの海底に左舷を上にして横転状態で沈没しており、左舷中央部喫水線付近に破孔がみられるが、そのほかは原型をとどめている。